# Жак Мересс
Жак Мересс (фр. Jacques Mairesse; нар. 27 лютого 1904, Париж, Франція — пом. 13 червня 1940, Верон, Йонна, Бургундія) — французький футболіст, що грав на позиції захисника. Учасник чемпіонату світу 1934 року.

## Біографія
У дорослому футболі дебютував 1926 року виступами за команду клубу «Сет», в якій провів шість сезонів. У 1930 році команда стала володарем кубка Франції, але у вирішальному матчі з паризьким «Расінгом», участі не брав.
У 1932 році переходить до складу одного із засновників професіональної ліги — столичного «Ред Стару». Дебют не вдався — клуб вилетів до другого дивізіону, але здобувши перемогу в північній групі, відразу повернувся.
За національну команду дебютував 16 березня 1927 року. У Лісабоні поступилися господарям поля з рахунком 0:4. Наступного року поїхав на IX літні Олімпійські ігри в Амстердамі. Французи на турнірі провели одну гру — проти італійців, але за перебігом подій Жан Мересс спостерігав з лави запасних.
Через п'ять років знову отримав виклик до головної команди країни. За два сезони провів лише чотири матчі, але потрапив до заявки на світову першість в Італії.
Другий чемпіонат світу проходив за кубковою схемою. Вже на першому етапі, жереб виявився безжальним для французів — збірна Австрії, один з головних претендентів за звання найсильнішої команди планети. Жан Ніколя відкрив рахунок у грі, але на останній хвилині першого тайму Маттіас Сінделар поновив рівновагу. Основний час завершився внічию, а в додаткові півгодини голи Шалля і Біцана змусили збірну Франції поїхати додому. Після світового «мундіаля», до лав збірної Франції більше не залучався.
З 1935 по 1939 рік захищав кольори клубу «Страсбур». Всього в елітній лізі виступав шість сезонів.
1936 року став одним з організаторів спілки професіональних футболістів. З відомих гравців її членами були Етьєн Маттле, Альфред Астон, Едмон Дельфур, Рауль Дьянь і Рене Льєнсе. В сезоні 1937/38 відбулася перша спроба боротьти за свої права з федерацією футболу. Профспілка погрожувала бойкотом міжнародного матчу з Бельгією, але все залишилося безрезультатно.
1939 року був мобілізований до армії. Потрапив у німецький полон. Загинув 13 червня 1940 року, під час втечі з табору військовополонених у Вероні.

## Досягнення
- Володар кубка Франції (1):

«Сет»: 1930

## Статистика
Чемпіонат світу 1934 року:
| 1/8 фіналу 27 травня 1934 |

| Австрія                           | 3 — 2 | Франція                       |
| --------------------------------- | ----- | ----------------------------- |
| Сінделар 45' Шалль 93' Біцан 109' | Звіт  | Ніколя 18' Верр'є 115' (пен.) |

| «Муніципальний стадіон Беніто Муссоліні» (Турин) Глядачів: 10 000 |

Австрія: Петер Платцер, Франц Цізар, Карл Сеста, Франц Вагнер, Йозеф Смістик (), Йоганн Урбанек, Карл Цишек, Йозеф Біцан, Маттіас Сінделар, Антон Шалль, Рудольф Фіртль. Тренер — Гуго Майзль
Франція: Алексіс Тепо (), Жак Мересс, Етьєн Маттле, Едмон Дельфур, Жорж Верр'є, Ноель Льєтер, Фріц Келлер, Жозеф Альказар, Жан Ніколя, Роже Рьйо, Альфред Астон. Тренери — Гастон Барро, Джордж Кімптон.